# Jasper Janszoon
Jasper Janszoon was van 1611 tot 1614 gouverneur van Ambon. 
Jasper Jansz werd 20 januari 1605 aangesteld als ondercommies op het schip de Amsterdam in de vloot van admiraal Cornelis Matelieff. Vier maanden later werd hij benoemd tot opperkoopman, en in deze functie vertrok hij op 24 mei vanuit Zeeland. Op 22 oktober 1606 nam hij deel aan het beleg van Malakka. Vier weken later arriveerde hij bij Kedah, waar Matelieff hem naartoe had gestuurd om de vorst te groeten en hulp aan te bieden bij het verdrijven van de Portugezen. Op 6 januari 1607 zond Matelieff hem via Bantam en Jacatra naar Ambon waar hij op 28 maart 1607 aankwam. Waarschijnlijk is hij daar gebleven. Hij volgde 12 maart 1611 de gouverneur van Ambon, Frederik de Houtman, op. Nadat lokale leiders van Ambon weigerden gehoor te geven aan de oproep van gouverneur Jasper Janszoon om zich aan een contract van 1609 te houden, werd er in 1615 door Gerard Reynst een machtsvertoon ingezet met een vloot van 11 schepen. 
Op 6 november 1614 werd Jasper Jansz benoemd tot de Raad van Indië.
In november 1615 werd hij uitgezonden naar Malakka om de vloot onder Steven van der Hagen te versterken.
In maart 1616 was Jasper Jansz terug in Bantam, vanwaar hij vertrok naar de Molukken, om na de dood van Gerard Reynst deel te nemen aan de verkiezing van de nieuwe gouverneur-generaal van de Vereenigde Oostindische Compagnie. Op 20 mei berichtte hij vanuit Ternate aan Jan Pieterszoon Coen over de aankomst van Joris van Spilbergen, die in opdracht van de VOC door de Straat Magellaan was gezeild. Ook was hij getuige van de aankomst van Jacob le Maire en Willem Cornelisz Schouten op 17 september 1616, die een nieuwe route via Kaap Hoorn naar Indië hadden ontdekt. Na zijn terugkeer in Jacatra werd hij op 23 november 1617 naar Bantam gestuurd vanwege overlast door de Engelsen.
Op 18 januari 1618 keerde hij terug naar het vaderland en arriveerde op 23 juli in Zeeland. Op 18 oktober 1618 besloot de Kamer van Amsterdam om met hem af te rekenen, en op 13 april 1620 werd hem een gift van 1000 gulden toegekend.